# Zwiesel–Bodenmais-vasútvonal
A Zwiesel–Bodenmais-vasútvonal egy normál nyomtávolságú, egyvágányú, nem villamosított vasútvonal Németországban Zwiesel és Bodenmais között. A vasútvonal hossza 14,5 km.
A vasútvonalon óránként, ütemesen közlekednek a motorvonatok, az utazási idő megközelítőleg 20 perc. A vonalat a Regentalbahn magánvasút üzemelteti.

## Érdekességek
A vasútvonal bekerült a German Railroads Volume 7 Der Bayerische Wald című Microsoft Train Simulator kiegészítőbe is.